# Doon Doon
Doon Doon är en ort i Australien. Den ligger i kommunen Tweed och delstaten New South Wales, i den sydöstra delen av landet, omkring 630 kilometer norr om delstatshuvudstaden Sydney. Antalet invånare är 429.
Runt Doon Doon är det ganska glesbefolkat, med 47 invånare per kvadratkilometer.. Närmaste större samhälle är Nimbin, omkring 12 kilometer sydväst om Doon Doon. 
I omgivningarna runt Doon Doon växer i huvudsak städsegrön lövskog. Genomsnittlig årsnederbörd är 1 776 millimeter. Den regnigaste månaden är januari, med i genomsnitt 298 mm nederbörd, och den torraste är oktober, med 39 mm nederbörd.